# Jon Lindström
Jon Lindström, ursprungligen Jon Bos-Son Lindström, född 29 september 1948 i Hangö, Finland, är en finlandssvensk regissör och manusförfattare. Han är gift med författaren Rita Holst samt far till skådespelaren Yaba Holst och Daniél Lindström.
Lindström flyttade efter studenten till Sverige och började på Christer Strömholms foto- och dokumentärfilmskola. Hans första film var den självbiografiska kortfilmen Jon Blå.

## Regi i urval
- 1977 – Hemåt i natten
- 1980 – Mördare! Mördare!
- 1984 – Sista leken
- 1985 – En ros av kött
- 1986 – Skuggan av Henry (TV-serie)
- 1987 – Hjärtat
- 1989 – Kronvittnet
- 1990 – Fiendens fiende (TV-serie)
- 1992 – Drömmen om Rita
- 1994 – Anmäld försvunnen (TV-serie)
- 1997 – Emma åklagare (TV-serie)
- 2000 – Järngänget
- 2006 – Små mirakel och stora

## Filmmanus i urval
- 1984 – Sista leken
- 1989 – Kronvittnet
- 1993 – Drömmen om Rita
- 2003 – Barnavännen